# Sajószentpéter
Sajószentpéter – miasto w północno-wschodnich Węgrzech. Położone jest w komitacie Borsod-Abaúj-Zemplén, w powiecie Kazincbarcika. Według danych ze stycznia 2011 mieszka tam 12 084 osób.

## Miasta partnerskie
- Dobszyna (2000)
- Kobiór (1997)